# Михайлівка (зупинний пункт, Львівська дирекція Львівської залізниці)
Миха́йлівка — пасажирська зупинна залізнична платформа Львівської дирекції Львівської залізниці.
Розташована у с. Михайлівка Сокальського району Львівської області на лінії Рава-Руська — Червоноград між станціями Угнів (6 км) та Рава-Руська (12 км).
Станом на грудень 2016 р. на платформі зупиняються приміські поїзди.